# Aeroportul Regional Northern Aroostook
Aeroportul Regional Northern Aroostook (IATA: WFK, ICAO: KFVE, FAA LID: FVE) este un aeroport din Maine, Statele Unite ale Americii ce deservește zona Frenchville⁠(d).
Situat la o altitudine de 301 m, aeroportul dispune de 1 pistă.

## Infrastructură

### Piste
Aeroportul dispune de o singură pistă. Pista 14/32 are suprafața de asfalt și dimensiunile 4.600 picioare × 75 picioare. 